# IC 1576
IC 1576 је спирална галаксија у сазвјежђу Вајар која се налази на листи објеката дубоког неба у Индекс каталогу.
Деклинација објекта је - 25° 6' 33" а ректасцензија 0h 44m 13,8s. Привидна величина (магнитуда) објекта IC 1576 износи 14,9 а фотографска магнитуда 15,7. IC 1576 је још познат и под ознакама ESO 474-20, MCG -4-2-45, PGC 2630.